# 우르출레이
우르출레이 (사르데냐어: Orthullè)는 이탈리아 사르데냐주 누오로도에 있는 코무네로, 칼리아리 북동쪽으로 약 100 킬로미터 (62 mi), 토르톨리 북서쪽으로 약 25 킬로미터 (16 mi) 떨어져 있다. 2004년 12월 31일 기준으로 인구는 1,412명이고 면적은 130.0 제곱킬로미터 (50.2 mi2)이다.
우르출레이 코무네는 프라치오네 실라나를 포함한다.
우르출레이는 다음 코무네와 접한다: 바우네이, 도르갈리, 오르고솔로, 탈라나, 트리에이.